# Ella Pardy
Ella Pardy (22 de diciembre de 1990) es una atleta paralímpica australiana que compite en el T38 en 100 m, 200 m y salto de longitud. Representó a Australia en los Juegos de la Mancomunidad de 2014 en el salto de longitud, y en los Campeonatos Mundiales de Atletismo del IPC de 2015. Representó a Australia en los Juegos Paralímpicos de Río de Janeiro 2016 en atletismo, donde ganó una medalla de bronce.

## Vida personal
Pardy nació en Roehampton, Gran Bretaña, el 22 de diciembre de 1990. Tiene una discapacidad intelectual y entrena en el Instituto de Deportes de Australia Occidental en Perth.

## Carrera deportiva
Pardy comenzó a participar en el deporte para tratar de «desgastarse», y luego se involucró activamente en el patinaje sobre hielo, el baloncesto, la natación, la equitación y el atletismo. En 2009 y 2011 Pardy representó a Australia en los Juegos Mundiales Inas para-deportistas con discapacidad intelectual. Estos juegos se utilizaron para determinar la clasificación de los atletas para el Comité Paralímpico Internacional. Pardy fue entonces reclasificada y esto le permitió competir por la calificación para representar a Australia en los Juegos de la Mancomunidad, los Campeonatos Mundiales y los Juegos Paralímpicos. Luego fue agregada a la Estructura Nacional de Apoyo al Atleta a nivel internacional.
En 2013, se rompió el tobillo. Sin embargo, después de recuperarse de la lesión compitió en los 100 metros en 13,16 segundos, 0,06 segundos menos que el récord mundial.
Pardy representó a Australia en los Juegos de la Mancomunidad de 2014 en Glasgow en el salto de longitud T37/38, saltando una distancia de 3,6 2m.  En 2015, Pardy ha competido en los 200 m en los Campeonatos de Australia Occidental corriendo el tercer tiempo más rápido de la historia para el evento T37/38. En el Gran Premio IPC de 2015 celebrado en Brisbane, Pardy ganó el oro en los 100 m.
En los Campeonatos Mundiales de Atletismo IPC de 2015 en Doha, terminó quinta en las pruebas femeninas de 100 y 200 metros T38.  Pardy fue entrenada por Sebastian Kuzminski, y la entrenadora nacional Iryna Dvoskina. Su ambición es competir en unos Juegos Paralímpicos.
En los Juegos Paralímpicos de Río de Janeiro de 2016, terminó sexta en el T38 femenino de 100 m y ganó un bronce como miembro del T35-38 femenino de 4 × 100 m.
En los Campeonatos Mundiales de Atletismo Paralímpico de 2017 en Londres, Inglaterra, terminó sexta en los 100 m T38 femeninos y quinta en los 200 m T38 femeninos.

## Reconocimiento
En 2014, Pardy recibió el premio Captain's Trophy del Club de Atletismo de la Universidad de Australia Occidental.